# Aquapoterium pinicola
Aquapoterium pinicola är en svampart som beskrevs av Raja & Shearer 2008. Aquapoterium pinicola ingår i släktet Aquapoterium, divisionen sporsäcksvampar och riket svampar.   Inga underarter finns listade i Catalogue of Life.